# The Smell of Us
The Smell of Us (O cheiro da gente no Brasil) é um filme francês de 2014 de drama dirigido por Larry Clark.
Participou do 71º Festival Internacional de Filme de Veneza.
Neste filme, o fotógrafo e artista Larry Clark acompanha momentos da vida de um grupo de seis jovens parisienses, seus encontros entre o Museu de Arte Moderna e o Palais de Tokyo e suas festas repletas de sexo, drogas e rock‘n’roll. As relações desses jovens com suas famílias, com o consumo, com o sexo e os relacionamentos, com a internet e a prostituição. Vinte anos após realizar Kids, Larry Clark volta a fazer um filme sobre a juventude, seus atos de ingenuidade, suas confusões e erros, e seus sentimentos de incompreensão e solidão.

## Elenco
- Lukas Ionesco as Math
- Diane Rouxel as Marie
- Théo Cholbi as Pacman
- Hugo Behar-Thinières  as JP
- Ben Yaiche Ryan as Guillaume
- Adrien Binh Doan as Minh
- Terin Maxime as Toff